# Terter, Razgrad
Terter (în bulgară Тертер, în română Covangilar) este un sat în comuna Kubrat, regiunea Razgrad, Dobrogea de Sud, Bulgaria.
Între anii 1913-1940 a făcut parte din plasa Turtucaia a județului Durostor, România. Lângă localitate a mai existat o așezare (azi dispărută) ce se numea Hagi-Faclar în timpul administrației românești și General-Dobrevo în bulgară. După 1940 a fost inclus în regiunea Razgrad.

## Demografie
Componența etnică a satului Terter
     Bulgari (91,66%)
     Nicio identificare (8,33%)
     Altele (0%)
La recensământul din 2011, populația satului Terter era de 228 locuitori. Din punct de vedere etnic, majoritatea locuitorilor (91,66%) erau bulgari. Pentru 8,33% din locuitori nu este cunoscută apartenența etnică.